# Anders Juul
Anders Juul (født 14. januar 1981) er en dansk skuespiller, der er mest kendt for at have spillet med i danske tv-serier som Badehotellet, Lykke og Borgen.

## Uddannelse
I 2005 blev Anders Juul færdiguddannet skuespiller fra Skuespillerskolen ved Århus Teater.

## Teater
Anders Juul arbejdet. Bl.a. for Aalborg Teater, Det Kongelige Teater, Grønnegårds Teatret, Folketeatret og Betty Nansen Teatret. Han har eksempelvis medvirket i teateropsætningerne Emil fra Lønneberg, Amadeus, Den politiske kandestøber, Tal, det er så mørkt og Romeo og Julie. I 2007 blev Anders Juul tildelt en Reumert Talentpris (Årets Reumert).

## Privat
Privat bor han sammen med kæresten Line Mørkeby, der er dramatiker, og sammen har de to døtre.

## Filmografi

### Tv-serier
| År        | Titel            | Rolle          | Noter              |
| --------- | ---------------- | -------------- | ------------------ |
| 2010-2013 | Borgen           | Simon Bach     |                    |
| 2012      | Lykke            | Boris          | 8 episoder         |
| 2015-2018 | Badehotellet     | Max Berggren   | Sæson 2, 3, 4 og 5 |
| 2019      | The Rain         |                | 1 episode          |
| 2019      | Fred til lands   | Martin         |                    |
| 2020      | Efterforskningen | Christian Skov | 2 episoder         |

### Film
| År   | Titel                                | Rolle      | Noter          |
| ---- | ------------------------------------ | ---------- | -------------- |
| 2010 | Karla og Jonas                       | Micky      |                |
| 2011 | Ronal Barbaren                       | Ronal      | Animationsfilm |
| 2011 | Ladyboy                              | Mand i bar | Kortfilm       |
| 2017 | En frygtelig kvinde                  | Rasmus     |                |
| 2018 | Journal 64                           | Gunnar     |                |
| 2019 | Skammerens datter II - Slangens gave | Gerik      |                |